# Going Down
Going Down è il quarto album degli On Broken Wings pubblicato il 27 febbraio 2007, ultimo album pubblicato fino ad ora sempre dalla Eulogy Recordings.Anche in quest'album sono presenti tracce ri-registrate dai precedenti album.

## Tracce
1. On Violins – 3:23
2. Clear – 2:41
3. Ltmr – 2:33
4. You Make Me Want to Hit My Face Against the Wall – 2:44
5. I Do My Crosswords in Pen – 3:16
6. Deep 6 – 2:48
7. Tether – 4:10
8. I Hope You Don't Get Raped in Cancun – 4:15
9. My Life, Your Movie – 4:13
10. Lovesick – 6:13